# IC 466
IC 466 ist ein Emissionsnebel im Sternbild Monoceros südlich des Himmelsäquators.
Das Objekt wurde am 18. Februar 1893 vom französischen Astronomen Stéphane Javelle entdeckt.